# Associação Americana de Enfermeiros
American Nurses Association (ANA; em português: Associação Americana de Enfermeiros) é uma organização sem fins lucrativos para promover e proteger a profissão de enfermagem. Começou em 1896 como Nurses Associated Alumnae e foi renomeada em 1911. Está sediada em Silver Spring, Maryland, e Jennifer Mensik Kennedy é a atual presidente.

## História
O plano organizacional inicial foi intitulado Nurses Associated Alumnae em 2 de setembro de 1896, no Manhattan Beach Hotel perto de Nova York.  De 11 a 12 de fevereiro de 1897, esses planos foram ratificados em Baltimore. Isabel Hampton Robb serviu como a primeira presidente. Um dos principais objetivos iniciais da organização era melhorar os cuidados de enfermagem aos soldados estadunidenses.
O Conselho Internacional de Enfermeiros (ICN) foi fundado em 1899 por organizações de enfermagem do Reino Unido, a ANA dos Estados Unidos e da Alemanha como membros fundadores. O primeiro Congresso do ICN foi realizado em Buffalo, Nova York, em 1901.
O Nono Congresso do ICN ocorreu em 1947, sendo realizado em Atlantic City, New Jersey. Com a presença de mais de cinco mil representantes de 250 mil enfermeiros em 32 países, foi um grande passo no restabelecimento das relações internacionais em tempos de paz na comunidade de saúde. A liderança da ANA tomou todas as providências, incluindo a localização de alojamento para os participantes e a arrecadação de fundos para cobrir os custos de viagem.
Em fevereiro de 2022, a ANA fez parceria com os congressistas Deborah Ross e Dave Joyce para elaboração de uma lei que abordasse a escassez nacional de Enfermeiros Examinadores de Violência Sexual (SANEs) e melhorasse o atendimento às vítimas de violência sexual.

## Serviços
A organização representa enfermeiras registradas nos Estados Unidos por meio de suas 54 associações membros constituintes. A ANA está envolvida no estabelecimento de padrões de prática de enfermagem, na promoção dos direitos dos enfermeiros no local de trabalho, na promoção do bem-estar econômico e geral deles.
A ANA também possui três organizações subsidiárias, a American Academy of Nursing, focada nas políticas e práticas de saúde por meio da geração, síntese, e disseminação do conhecimento de enfermagem, a American Nurses Foundation, o braço filantrópico e de caridade, e o American Nurses Credentialing Center, que credencia enfermeiros em sua especialidade e instalações de excelência.

## Membros notáveis
- Katharine Jane Densford, presidente entre 1944–48. Ela testemunhou perante o Congresso durante a Segunda Guerra Mundial sobre o recrutamento de enfermagem durante a guerra[15][16]
- Mary Keys Gibson, envolvida em esforços de dessegregação em 1948[17]
- Helen Maria Roser, educadora de enfermagem, trabalhou de 1945 a 1953
- M. Elizabeth Shellabarger, da Associação de Enfermeiros do Estado de Wyoming, ex-presidente[18]
- Vera Blanche Thomas, da Associação de Enfermeiras do Estado do Arizona, presidente entre 1927-28[18]